# Dapper Dan Open
O Dapper Dan Open foi um torneio de golfe profissional no PGA Tour, que foi disputado intermitentemente nos anos 30 e 40 do século XX. A primeira edição aconteceu em 1939 no Clube de Golfe Wildwood, em Allison Park, Pensilvânia. Após pausa de nove anos, o torneio foi retomado em 1948 no Clube de Golfe Alcoma, em Pittsburgh. Tinha como patrocinador o Dapper Dan Charities, fundado em 1936 pelo então editor esportivo do Post-Gazette, Al Abrams. O primeiro torneio do PGA disputado por Arnold Palmer foi o Dapper Dan quando ele tinha apenas dezesseis anos.

## Campeões
Dapper Dan Open
- 1949 – Sam Snead

Dapper Dan-Alcoma Tournament
- 1948 – Vic Ghezzi

Dapper Dan Open
- 1940-47 – Não houve torneio
- 1939 – Ralph Guldahl